# Coupe d'Italie de football 1992-1993
Navigation
Coupe d'Italie 1991-1992 Coupe d'Italie 1993-1994
La Coupe d'Italie de football 1992-1993, est la 46e édition de la Coupe d'Italie.

## Déroulement de la compétition

### Participants

#### Serie A (D1)
Les 18 clubs de Serie A sont engagés en Coupe d'Italie.

#### Serie B (D2)
Les 20 clubs de Serie B sont engagés en Coupe d'Italie.

#### Serie C1 (D3)
10 clubs de Serie C1 sont engagés en Coupe d'Italie.

### Calendrier
| Phase              | Tour           | Aller           | Retour           |
| ------------------ | -------------- | --------------- | ---------------- |
| Phase préliminaire | 1er tour       | 23 août 1992    | -                |
| Phase préliminaire | 2e tour        | 26 août 1992    | 2 septembre 1992 |
| Phase finale       | 1/8e de finale | 7 octobre 1992  | 28 octobre 1992  |
| Phase finale       | 1/4 de finale  | 27 janvier 1993 | 10 février 1993  |
| Phase finale       | 1/2 finales    | 10 mars 1993    | 31 mars 1993     |
| Phase finale       | Finale         | 12 juin 1993    | 19 juin 1993     |

## Résultats

### Premier tour
| Division      | Club                  | Score               | Club                 | Division      |
| ------------- | --------------------- | ------------------- | -------------------- | ------------- |
| Serie B (D2)  | PC Ternana            | 1 - 1 a.p., 5-3 tab | Plaisance FC         | Serie B (D2)  |
| Serie C1 (D3) | Sambenedettese Calcio | 0 - 1               | Cagliari Calcio      | Serie A (D1)  |
| Serie C1 (D3) | US Avellino           | 0 - 0 a.p., 2-4 tab | AC Reggiana          | Serie B (D2)  |
| Serie B (D2)  | SPAL                  | 0 - 1               | Pise SC              | Serie B (D2)  |
| Serie C1 (D3) | AC Pérouse            | 2 - 0               | US Cremonese         | Serie B (D2)  |
| Serie B (D2)  | Tarente FC            | 2 - 1               | AS Lucchese Libertas | Serie B (D2)  |
| Serie C1 (D3) | Vicence Calcio        | 0 - 4               | Vérone FC            | Serie B (D2)  |
| Serie C1 (D3) | US Casertana          | 0 - 1               | Modène FC            | Serie B (D2)  |
| Serie B (D2)  | Calcio Monza          | 0 - 0 a.p., 1-0 tab | Bologne FC           | Serie B (D2)  |
| Serie C1 (D3) | Empoli FC             | 1 - 2               | AS Bari              | Serie B (D2)  |
| Serie C1 (D3) | ACR Messine           | 0 - 2               | AC Cesena            | Serie B (D2)  |
| Serie C1 (D3) | Côme Calcio           | 1 - 2               | Ascoli Calcio 1898   | Serie B (D2)  |
| Serie B (D2)  | AC Venise             | 2 - 0               | Cosenza Calcio       | Serie B (D2)  |
| Serie C1 (D3) | US Palerme            | 2 - 2 a.p., 6-7 tab | US Lecce             | Serie B (D2)  |
| Serie A (D1)  | Genoa 1893            | 2 - 0               | Giarre Calcio        | Serie C1 (D3) |
| Serie B (D2)  | AS Fidelis Andria     | 3 - 0               | Calcio Padoue        | Serie B (D2)  |

### Deuxième tour
| Division     | Club               | Aller | Total  | Retour     | Club              | Division      |
| ------------ | ------------------ | ----- | ------ | ---------- | ----------------- | ------------- |
| Serie A (D1) | Milan AC           | 4 - 0 | 10 - 2 | 6 - 2      | PC Ternana        | Serie B (D2)  |
| Serie A (D1) | Cagliari Calcio    | 2 - 0 | 6 - 4  | 4 - 4      | Udinese Calcio    | Serie A (D1)  |
| Serie B (D2) | AC Reggiana        | 3 - 4 | 5 - 8  | 2 - 4      | FC Inter Milan    | Serie A (D1)  |
| Serie A (D1) | Foggia Calcio      | 1 - 0 | 3 - 2  | 2 - 2      | Pise SC           | Serie B (D2)  |
| Serie A (D1) | AC Fiorentina      | 1 - 0 | 4 - 1  | 3 - 1      | AC Pérouse        | Serie C1 (D3) |
| Serie A (D1) | AS Rome            | 4 - 1 | 7 - 2  | 3 - 1      | Tarente FC        | Serie B (D2)  |
| Serie A (D1) | Brescia Calcio     | 2 - 3 | 3 - 4  | 1 - 1      | Vérone FC         | Serie B (D2)  |
| Serie A (D1) | SSC Naples         | 3 - 0 | 6 - 0  | 3 - 0      | Modène FC         | Serie B (D2)  |
| Serie B (D2) | Calcio Monza       | 2 - 3 | 2 - 4  | 0 - 1      | Torino Calcio     | Serie A (D1)  |
| Serie B (D2) | AS Bari            | 3 - 3 | 6 - 5  | 3 - 2      | Pescara Calcio    | Serie A (D1)  |
| Serie A (D1) | UC Sampdoria       | 2 - 1 | 2 - 2  | 0 - 1      | AC Cesena         | Serie B (D2)  |
| Serie B (D2) | Ascoli Calcio 1898 | 0 - 4 | 0 - 5  | 0 - 1      | SS Lazio          | Serie A (D1)  |
| Serie A (D1) | Atalanta BC        | 1 - 1 | 2 - 3  | 1 - 2 a.p. | AC Venise         | Serie B (D2)  |
| Serie A (D1) | Parme AS           | 1 - 0 | 1 - 0  | 0 - 0      | US Lecce          | Serie B (D2)  |
| Serie A (D1) | Ancône Calcio      | 2 - 1 | 3 - 6  | 1 - 5 a.p. | Genoa 1893        | Serie A (D1)  |
| Serie A (D1) | Juventus FC        | 4 - 0 | 5 - 1  | 1 - 1      | AS Fidelis Andria | Serie B (D2)  |

### Huitièmes de finale
| Division     | Club          | Aller | Total | Retour | Club            | Division     |
| ------------ | ------------- | ----- | ----- | ------ | --------------- | ------------ |
| Serie A (D1) | Milan AC      | 3 - 0 | 3 - 0 | 0 - 0  | Cagliari Calcio | Serie A (D1) |
| Serie A (D1) | Foggia Calcio | 0 - 0 | 0 - 2 | 0 - 2  | FC Inter Milan  | Serie A (D1) |
| Serie A (D1) | AS Rome       | 4 - 2 | 5 - 3 | 1 - 1  | AC Fiorentina   | Serie A (D1) |
| Serie A (D1) | SSC Naples    | 2 - 1 | 7 - 1 | 5 - 0  | Vérone FC       | Serie B (D2) |
| Serie B (D2) | AS Bari       | 1 - 1 | 1 - 2 | 0 - 1  | Torino Calcio   | Serie A (D1) |
| Serie B (D2) | AC Cesena     | 1 - 1 | 2 - 4 | 1 - 3  | SS Lazio        | Serie A (D1) |
| Serie A (D1) | Parme AS      | 1 - 0 | 2 - 1 | 1 - 1  | AC Venise       | Serie B (D2) |
| Serie A (D1) | Juventus FC   | 1 - 0 | 5 - 3 | 4 - 3  | Genoa 1893      | Serie A (D1) |

### Quarts de finale
| Division     | Club        | Aller | Total | Retour | Club           | Division     |
| ------------ | ----------- | ----- | ----- | ------ | -------------- | ------------ |
| Serie A (D1) | Milan AC    | 0 - 0 | 3 - 0 | 3 - 0  | FC Inter Milan | Serie A (D1) |
| Serie A (D1) | SSC Naples  | 0 - 0 | 0 - 2 | 0 - 2  | AS Rome        | Serie A (D1) |
| Serie A (D1) | SS Lazio    | 2 - 2 | 4 - 5 | 2 - 3  | Torino Calcio  | Serie A (D1) |
| Serie A (D1) | Juventus FC | 2 - 1 | 3 - 2 | 1 - 1  | Parme AS       | Serie A (D1) |

### Demi-finale
| Division     | Club          | Aller | Total | Retour | Club        | Division     |
| ------------ | ------------- | ----- | ----- | ------ | ----------- | ------------ |
| Serie A (D1) | AS Rome       | 2 - 0 | 2 - 1 | 0 - 1  | Milan AC    | Serie A (D1) |
| Serie A (D1) | Torino Calcio | 1 - 1 | 3 - 3 | 2 - 2  | Juventus FC | Serie A (D1) |

### Finale
| Division     | Club          | Aller | Total | Retour | Club    | Division     |
| ------------ | ------------- | ----- | ----- | ------ | ------- | ------------ |
| Serie A (D1) | Torino Calcio | 3 - 0 | 5 - 5 | 2 - 5  | AS Rome | Serie A (D1) |